# Эсперанса (Параиба)
Эсперанса (порт. Esperança)  —  муниципалитет в Бразилии, входит в штат Параиба. Составная часть мезорегиона Сельскохозяйственный район штата Параиба. Входит в экономико-статистический  микрорегион Эсперанса. Население составляет 29 801 человек на 2007 год. Занимает площадь 165,189 км². Плотность населения — 180,4 чел./км².
Праздник города — 1 декабря. 

## История
Город основан в 1925 году.

## Статистика
- Валовой внутренний продукт на 2004 год составляет 92 449 000,00 реалов (данные: Бразильский институт географии и статистики).
- Валовой внутренний продукт на душу населения на 2004 год составляет 3248,00 реалов (данные: Бразильский институт географии и статистики).
- Индекс развития человеческого потенциала на 2000 год составляет 0,632 (данные: Программа развития ООН).

## География
Климат местности: тропический. В соответствии с классификацией Кёппена, климат относится к категории As.